# Remus Lupin
Remus John Lupin (10. ožujka 1960.) fiktivan je lik iz romana J. K. Rowling. U filmovima ga je portretirao glumac David Thewlis.
Lupin se prvi put pojavljuje u knjizi Harry Potter i zatočenik Azkabana kao učitelj Obrane od mračnih sila u Hogwartsu. Na kraju godine Severus Snape javno otkriva da je Lupin vukodlak, na što Lupin daje otkaz zbog protesta roditelja što vukodlak predaje. Tijekom godine davao je Harryju privatne lekcije u čaroliji Expecto Patronum, jedinom čarolijom za zaštitu protiv Dementora. Njegovi učenici, isključujući neke Slytherine, bili su zadovoljni i voljeli njegove satove. Harry i prijetelji mislili su da im je Lupin bio najbolji učitelj Obrane, no i jest gledajući konkurenciju - (Profesor Quirrell bio je tijelo Voldemortu, Gilderoy Lockhart varalica, a nasljednici, smrtonoša prerušen o Moodyja i okrutna djelatnica Ministrarstva Dolores Umbridge i na kraju sumnjivi učitelj Čarobnih napitaka Severus Snape).
Lupin se ponovno pojavljuje kao član Reda feniksa u Redu feniksa i Princu miješane krvi, no u manjim ulogama nego u Zatočeniku Azkabana.
Lupin je dobio ugriz nemilosrdnog smrtonoše-vukodlaka Fenrira Greybacka, i tako i sam postao vukodlak. Unatoč velikom trudu, njegovi roditelji nisu našli lijek. On i njegovi roditelji bojali su se da se Remus neće moći školovati, no ravnatelj Albus Dumbledore dopustio mu je školovanje u Hogwartsu. Kuća je izgrađena u Hogsmeadeu do koje se dolazilo pomoću prolaza iz Napadačke vrbe. Lupin bi se tu ušuljao da bi zaštitio sebe i druge od svojih transformacija. Transformacija iz čovjeka u vukodlaka bila je bolna, a vukodlak izoliran od ljudi i životinja iz frustracije ozlijeđuje sam sebe. Seljeci su Lupinovo urlanje doživjeli kao duhove. Ta je kuća nazvana Vrištava daščara i postala poznata kao najopsjednutija kuća u Britaniji. Iako nije bila opsjednuta, Dumbeldore je podržao tu tvrdnju da spriječi seljake od istraživanja.
Lupin je svoje transformacije držao tajnom, no njegovi najbolji prijatelji (James Potter ili Parožak, Sirius Black ili Tihotap i Peter Pettigrew ili Crvorep) otkrili su tu tajnu u drugoj godini. Do pete godine i sami su postali animagusi i pravili Remusu društvo u transformacijama. Vukodlaci su bili opasni samo za ljude. Dobio je nadimak Lunac zbog stanja u kojem se nalazio. Na šestoj godini Black je izveo šalu na Snapeu, na što su se sva četvorica smijali. Rekao je Snapeu gdje Lupin odlazi svakog mjeseca, znajući da može umrijeti ako mu se približi u tom stanju. James je zaustavio Snapea, spasivši mu život, no Snape je ipak otkrio da je Lupin vukodlak, ali je Dumbledoreu obećao tajnost. Snape nikad nije oprostio šalu Potteru i Blacku misleći da je to samo za svraćanje pozornosti na njih.
Lupinov bauk ima oblik punog mjeseca.
U sedmoj knjizi saznajemo da su se Lupin i Tonks vjenčali, te da je Tonks trudna. Lupin je u semdoj knjizi izgledao još umornije nego u šestoj. Kada se Lupin odluči krenuti s Harryjem na njegovu potragu, Harry se naljuti i izviče na njega jer bi time ostavio svoju suprugu i svoje nerođeno dijete. Lupin onda odustaje od te zamisli, no i dalje ostaje aktivan član Reda feniksa. Kasnije te godine, Tonks rodi sina kojeg su nazvali Teddy Remus Lupin. Harry je imenovan njegovim kumom.
Tijekom Druge bitke za Hogwarts, Lupin zapovjeda grupom koja brani školu od smrtonoša. U knjizi se spominje da se bori s Antoninom Dolohovom, no on i njegova supruga pogibaju u toj bici. Rowlingova je kasnije rekla da je Remusa ubio Dolohov
, a Tonks Bellatrix Lestrange. Time je njihov sin ostao u skrbi njegove bake, s Harryjem kao kumom. Ova situacija je ista kao i Harryjeva, kada su njegovi roditelji poginuli, a Sirius Black je bio njegov kum.
Rowlingova je u jednom intervjuu rekla da su Tonks i Lupin trebali preživjeti, no njihove živote dala je u zamjenu za život Arthura Weasleyja koji je preživio fatalni napad u Harry Pottru i Redu feniksa.